# Instituto para la Conservación de la Naturaleza
El Instituto para la Conservación de la Naturaleza (ICONA) fue un organismo administrativo español para el estudio y actuación en la conservación de la naturaleza, que por el Decreto-Ley 17/1971 de 28 de octubre reemplazó al preexistente de la Dirección General de Montes. Estuvo adscrito al Ministerio de Agricultura. 
El ICONA durante su tiempo de funcionamiento desempeñó un papel clave en la conservación de los espacios naturales, y tras la asunción de la mayoría de sus competencias por las distintas comunidades autónomas, fue sustituido en 1991 por la Dirección General de Conservación de la Naturaleza.

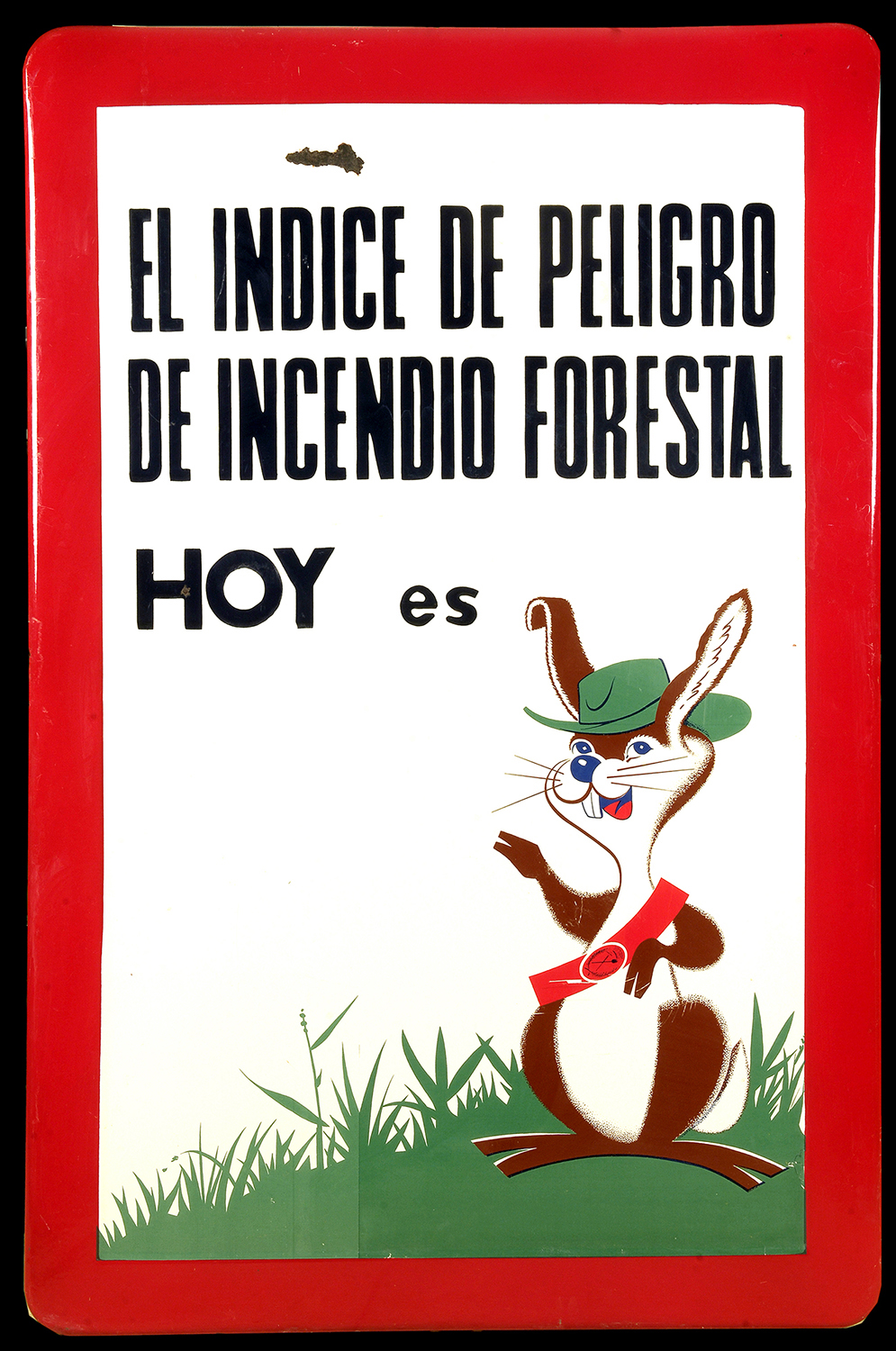
Letrero campaña prevención de incendios. Fotografía de los objetos de la exposición permanente de la sala "Secano y Montaña" del Museo Valenciano de Etnología

## Historia

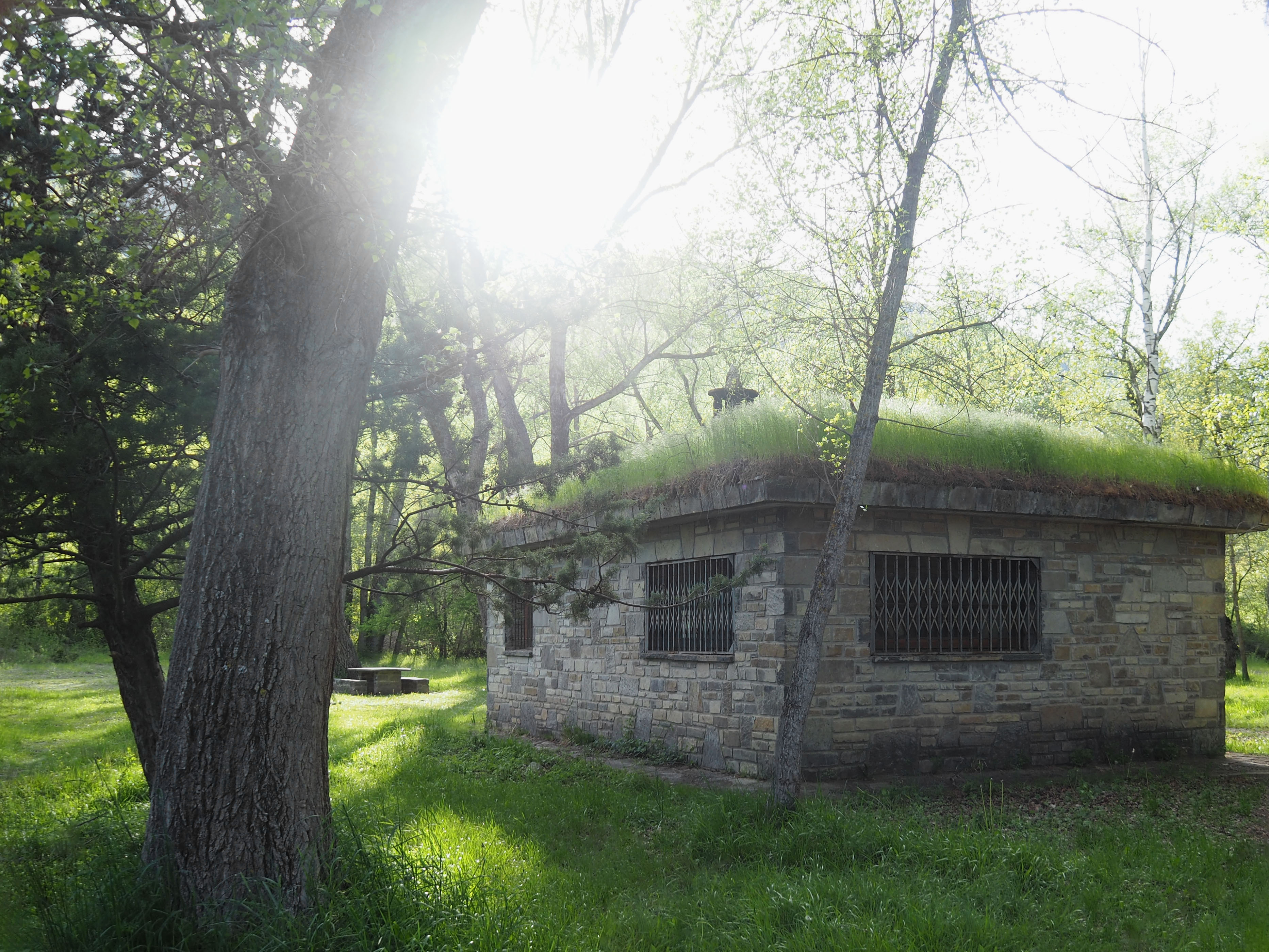
Parque natural Soto de Oliván (Huesca), creado en los años 80 por el ICONA.

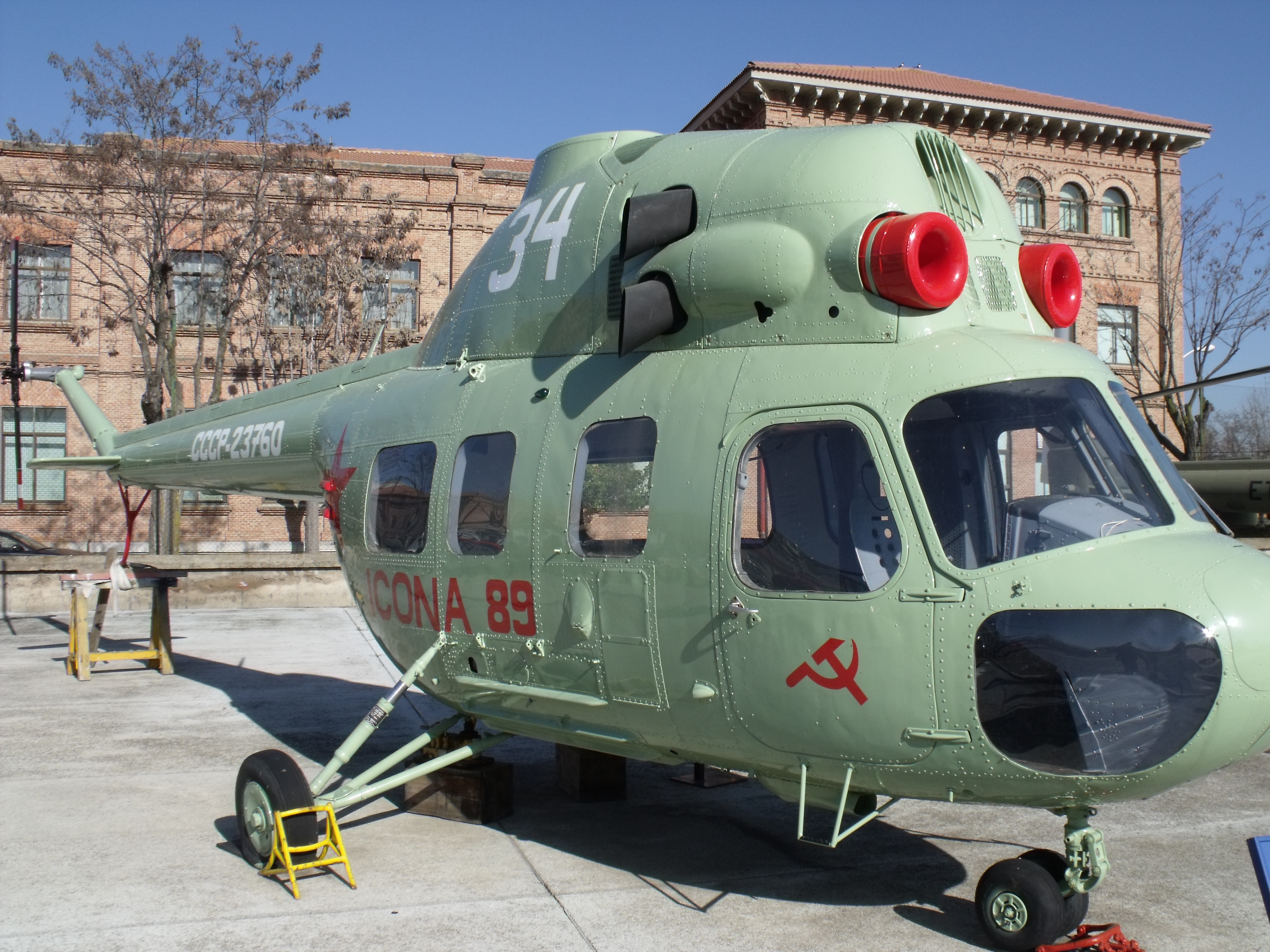
Helicóptero Mil Mi-2 que fue usado por ICONA. Expuesto en el Museo de Aeronáutica y Astronáutica de España de Madrid.

Como órganos y entidades públicos con funciones similares en España cabe mencionar los siguientes:
- 1833, fundación de la Dirección General de Montes
- 1855, fundación de la Junta Consultiva de Montes que fue sucesivamente renombrada Consejo Forestal y después el Consejo Superior de Montes hasta que desapareció en 1967 integrada en el Consejo Superior Agrario
- 1928, nombre de la Dirección General de Montes cambiado a Dirección General de Montes, Caza y Pesca Fluvial durante la dictadura de Primo de Rivera; pasó a depender del Ministerio de Fomento español.
- 1931, se creó además el Instituto Forestal de Investigación en el tiempo de la Segunda República Española
- 1971, desapareció la Dirección General de Montes y es reemplazada por el ICONA
- 1991, desapareció el ICONA y sus competencias pasaron al Instituto Nacional de Investigación y Tecnología Agraria y Alimentaria
- 1996, fundación del primer Ministerio de Medio Ambiente español y, dentro de este, de la Dirección General de Conservación de la Naturaleza, con dos ramas: Subdirección de Conservación de la Biodiversidad y  Subdirección de Política Forestal. Con la posterior integración del Ministerio de Medio Ambiente al de Agricultura han pasado a integrarse en la Dirección General de Política Forestal.

Historia del IFIE: Mediante una Real Orden de la Presidencia del Consejo de Ministros de 8 de noviembre de 1929, de la dictadura del general Miguel Primo de Rivera, se creó el Instituto Forestal de Investigaciones y Experiencias (IFIE), con fines investigadores y de docencia, cuya independencia fue facilitada por una reorganización ministerial.
Durante la Segunda República Española, por Decreto de 27 de mayo de 1931, se creó el Instituto Forestal de Investigación, que incluía el IFIE y el Laboratorio de Fauna Forestal Española de Piscicultura y Ornitología. Un nuevo reglamento aprobado en 1932 recuperó el nombre del IFIE para la organización que englobaba el IFIE y el Laboratorio. 
Después de un periodo de penuria durante la guerra civil española, en el que la sede se traslada de Madrid a San Sebastián, en el periodo de postguerra fue adquiriendo un gran dinamismo, así en 1943, y por Orden del Ministerio Nacional de Educación de 25 de febrero, se crea en Pontevedra la finca "Lourizán", como lugar de prácticas de los alumnos de la Escuela Técnica Superior de Ingenieros de Montes de Madrid. 
Por el Decreto de 26 de septiembre de 1941 se aprobó la construcción de un nuevo edificio como sede para el Centro, en una parcela concedida por el Patrimonio Nacional en el monte "El Pardo", que se inauguró el 2 de noviembre de 1954.
Por el Decreto-Ley 17/1971, de 28 de octubre se suprimía el IFIE y se fusiona en el Instituto Nacional de Investigaciones Agrarias (INIA), como un organismo adscrito al Ministerio de Agricultura. También se suprimió la Dirección General de Montes creándose el Instituto para la Conservación de la Naturaleza (ICONA), que en el año 1995 desapareció como tal, siendo asumidas sus funciones por el Organismo Autónomo Parques Nacionales. 
En el año 1991 el INIA pasó a llamarse Instituto Nacional de Investigación y Tecnología Agraria y Alimentaria (INTAA). 
En el año 2000 el INTAA pasó a depender administrativamente del Ministerio de Ciencia y Tecnología.